# Csurja Tamás
Csurja Tamás (Budapest, 1959. április 18. – Pilisszentkereszt, 1989. április 12.) operaénekes (bariton). Ígéretes pályakezdés után karrierjét halála szakította félbe.

## Élete
Az esztergomi Temesvári Pelbárt Ferences Gimnáziumban és a város zeneiskolájában (tanára Reményi Károly) tanult. Innen került a budapesti Zeneakadémia ének- és operaszakára, ahol 1979 és '85 között Fábry Edit, Bende Zsolt és Kaposy Margit voltak mesterei. Főiskolásként részt vett a bayreuthi nemzetközi ifjúsági zenei kurzuson és egy különdíjat nyert a hollandiai nemzetközi énekversenyen.
1984-ben szerződtette a Magyar Állami Operaház, aminek mindössze öt évig volt tagja.
Jó színészi adottságokkal és külsővel megáldott lírai bariton volt.

## Halála
Partnere, Garam Zsuzsa zongoraművész, az Operaház tehetséges korrepetitora  Kaba határában Pászthy Júliáék autójában balesetet szenvedett és meghalt. Csurja Tamás képtelen volt feldolgozni a történteket, még aznap eltűnt és öngyilkosságot követett el Pilisszentkereszt erdős részén. Tette országos döbbenetet váltott ki.
Kettejük emlékére írta Durkó Zsolt Résonances c. művét.

## Szerepei
| - Beethoven: Fidelio – Második fogoly - Bozay Attila: Csongor és Tünde – Tudós - Csajkovszkij: Jevgenyij Anyegin – Kapitány - Donizetti: Szerelmi bájital – Belcore - Donizetti: A csengő – Enrico - Gounod: Faust – Brander - Kacsóh Pongrác: János vítéz – Bagó - Kodály: Háry János – címszerep | - Kodály: Székelyfonó – A kérő - Mozart: Don Juan – címszerep - Puccini: Manon Lescaut – Egy tiszt - Rossini: A sevillai borbély – Figaro - Szokolay Sándor: Ecce Homo – Fótisz atya - Verdi: Álarcosbál – Silvano - Verdi: Don Carlos – Posa márki |

## Filmjei
- A denevér (tv, 1988)
- Részt vett a The Many Adventures of Winnie the Pooh c rajzfilm (Micimackó kalandjai) szinkronizálásában (1988).

## Díjai
- 1988 – A Magyar Televízió nívódíja